# Polyrhachis carbonaria
Polyrhachis carbonaria é uma espécie de formiga do gênero Polyrhachis, pertencente à subfamília Formicinae.